# Exocentrus carissae
Exocentrus carissae es una especie de escarabajo longicornio del género Exocentrus, categorizada en la tribu Exocentrini, de la subfamilia Lamiinae. Fue descrita por Fisher en 1932.

## Descripción
Mide 2,5-4,2 mm de longitud.

## Distribución
Se distribuye por India, Nepal y Pakistán.